# Mrs. GREEN APPLE on "Harmony"
「Mrs. GREEN APPLE on "Harmony"」（ミセス・グリーン・アップル・オン "ハーモニー"）は、日本のロックバンド・Mrs. GREEN APPLEが2024年10月から11月にかけて開催した定期公演、および2025年7月8日にユニバーサルミュージック内のレーベル・EMI Recordsより発売される9作目の映像作品。

## 概要
2024年5月21日、横浜アリーナにて開催された対バンライブ「Mrs. TAIBAN LIVE 2024」にて、Kアリーナ横浜にて、同会場では初となる8日間におよぶ定期公演「Mrs. GREEN APPLE on "Harmony"」を開催することが発表された。11月19日・20日には、追加公演が開催され、計10公演で、約20万人を動員した。
本公演にて披露された全19曲は新たにアレンジされており、ブロードウェイのような華やかな劇場を舞台にパーカッション、バイオリン、ビオラ、チェロ、トランペット、トロンボーン、サックスを交えた計15人の編成で楽曲を披露した。また、本公演では、全楽曲において写真・動画撮影が許可されるという、国内アーティストの公演ではあまり例を見ない画期的な試みが行われた。
11月20日に開催されたファイナル公演にて、12月2日に記者発表を実施することを発表した。記者発表では、デビュー10周年を記念し「MGA MAGICAL 10 YEARS」と題した企画が発表された。
また、本公演では、Ringo Jamシート・SS指定席・S指定席・着席指定席の全4種類の座席が用意された。それぞれの座席で、割り振りされている座席が異なっているほか、ファンクラブ会員限定の「Ringo Jamシート」には、記念品（アクリルカード・ラミネートパス）が配布され、終演後のミート&グリートに応募することができた。SS指定席には、記念品（アクリルカード・ピクチャーチケット）が配布された。
本公演の開催を記念し、マルイシティ横浜にて「MGAバナナジュース」「MGAカクテル風ドリンク」などの様々なフードコラボが販売された。また、マルイシティ横浜・上野マルイ・なんばマルイの3店舗にて、本公演の開催を記念したポップアップストアが開催された。11月23日には、ポップアップストアの博多・仙台・大宮・神戸での追加開催が発表された。
12月30日に「ライラック」の公演映像が、公式YouTubeチャンネルに公開された。これに合わせ、オフィシャルライブレポートが公開された。2025年2月17日には「ア・プリオリ」の公演映像が公式YouTubeチャンネルに公開された。

## 日程
| 公演日 | 公演日   | 公演日 | 都市           | 会場          |
| 年     | 月日     | 曜日   | 都市           | 会場          |
| ------ | -------- | ------ | -------------- | ------------- |
| 2024年 | 10月5日  | 土曜   | 神奈川県横浜市 | Kアリーナ横浜 |
| 2024年 | 10月6日  | 日曜   | 神奈川県横浜市 | Kアリーナ横浜 |
| 2024年 | 10月9日  | 水曜   | 神奈川県横浜市 | Kアリーナ横浜 |
| 2024年 | 10月10日 | 木曜   | 神奈川県横浜市 | Kアリーナ横浜 |
| 2024年 | 10月15日 | 火曜   | 神奈川県横浜市 | Kアリーナ横浜 |
| 2024年 | 10月16日 | 水曜   | 神奈川県横浜市 | Kアリーナ横浜 |
| 2024年 | 10月30日 | 水曜   | 神奈川県横浜市 | Kアリーナ横浜 |
| 2024年 | 10月31日 | 木曜   | 神奈川県横浜市 | Kアリーナ横浜 |
| 2024年 | 11月19日 | 火曜   | 神奈川県横浜市 | Kアリーナ横浜 |
| 2024年 | 11月20日 | 水曜   | 神奈川県横浜市 | Kアリーナ横浜 |

## リリース
2025年2月17日、10月31日の公演を完全収録した映像作品を2025年7月8日にリリースすることが発表された。同日「ア・プリオリ」の公演映像が公式YouTubeチャンネルに公開された。本作は、ベストアルバム『10』と同時リリースされる予定で、詳細は後日発表される。

## セットリスト
1. Magic
2. Hug
3. ライラック
4. 嘘じゃないよ
5. ANTENNA
6. 光のうた
7. soFt-dRink
8. ア・プリオリ
9. Dear
10. クダリ
11. StaRt
12. ケセラセラ
13. They are
14. コロンブス
15. Part of me
16. norn
17. Soranji
18. familie
19. Feeling

## メンバー
Mrs. GREEN APPLE
- 大森元貴 - ボーカル・ギター
- 若井滉斗 - ギター
- 藤澤涼架 - キーボード・フルート・アコーディオン